# Густав Малер
Гу́став Ма́лер (нім. Gustav Mahler, 7 липня 1860, Каліштє, Богемія — 18 травня 1911, Відень) — австрійський композитор, оперний і симфонічний диригент єврейського походження.
За життя Густав Малер був знаменитий передовсім як один із найвидатніших диригентів свого часу, представник так званої «післяваґнерівської п'ятірки». Хоча мистецтва диригування оркестром Малер ніколи не вчився сам і ніколи не навчав інших, вплив, справлений ним на молодших колег, дає змогу музикознавцям говорити про «малерівську школу», зараховуючи до неї таких видатних диригентів як Віллем Менгельберг, Бруно Вальтер і Отто Клемперер.
Малер-композитор мав за життя лише відносно вузьке коло відданих шанувальників, і тільки за півстоліття по його смерті він здобув справжнє визнання — як один із найвидатніших симфоністів XX століття. Його творчість, що стала своєрідним мостом між пізнім австро-німецьким романтизмом XIX століття та модернізмом початку XX, мала вплив на багатьох композиторів, зокрема на таких різних як представники Нової віденської школи, з одного боку, Бенджамін Бріттен і Дмитро Шостакович — з іншого.
Спадок Малера-композитора відносно невеликий і майже повністю складається з пісень і симфоній, проте за останні півстоліття впевнено увійшов до концертного репертуару, і ось уже декілька десятиріч він є одним із найвиконуваніших композиторів.

## Біографія

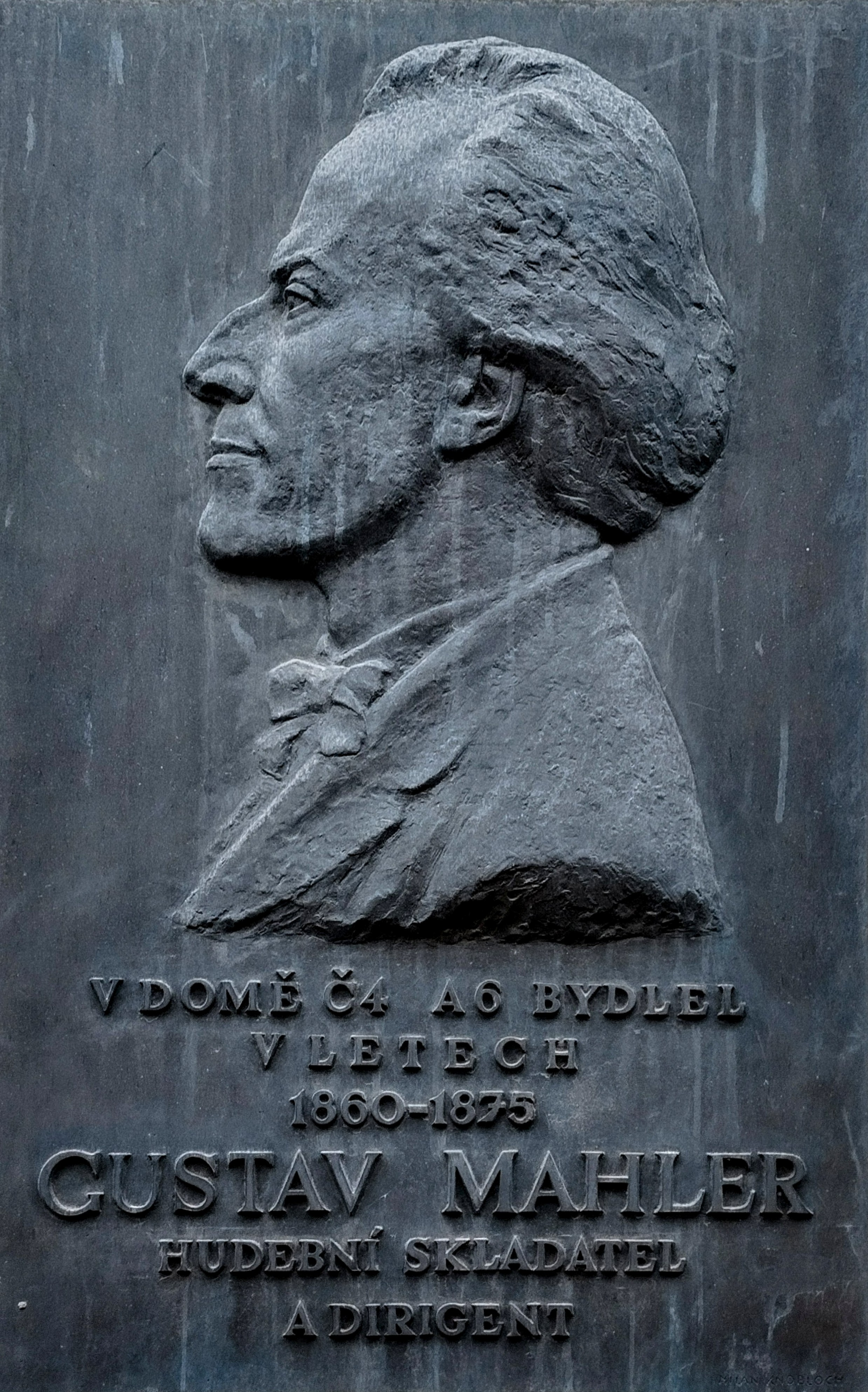
Меморіальна дошка Г. Малеру в Їглаві

Народився 7 липня 1860 року в Каліштє (Чехія) другим із 14 дітей у сім'ї Марії Германн і Бернгарда Малера, єврея-винокура. Незабаром після народження Густава сім'я переселилася в маленьке промислове містечко Їглаву — острівець німецької культури в Південній Моравії (нині Чехія).
Дитиною Малер проявив неабияку музичну обдарованість і вчився у місцевих викладачів. Потім батько відвіз його до Відня. У 15-річному віці Малер вступив до Віденської консерваторії, де займався у Ю. Епштейна (фортепіано), Р. Фукса (гармонія) і Ф. Кренна (композиція). Він також слухав курси лекцій з історії музики і філософії у Віденському університеті і познайомився з А. Брукнером, що працював тоді в університеті.

### Ранній період

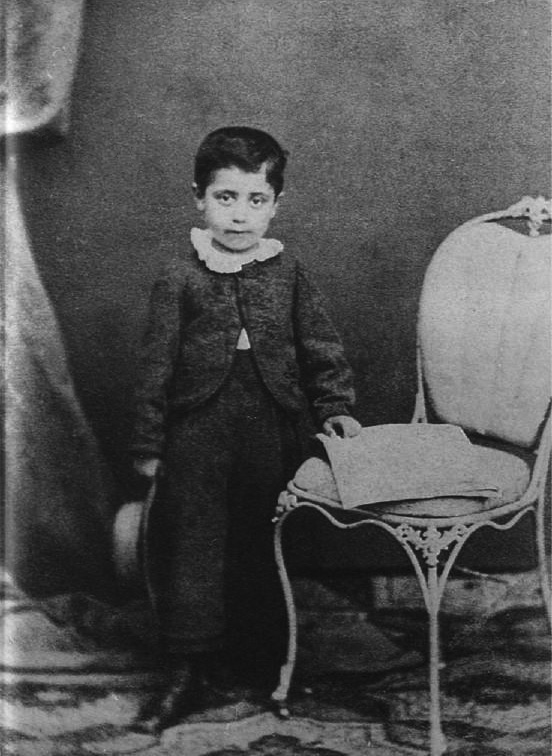
Густав Малер у 6-річному віці

Перший значний твір Малера, кантата «Жалібна пісня» (нім. Das klagende Lied, 1880), не отримав консерваторської Бетховенської премії, після чого розчарований автор вирішив присвятити себе диригентській діяльності — спочатку в маленькому оперетковому театрі під Лінцом (травень-червень 1880), потім у Любляні (Словенія, 1881—1882), Оломоуці (Моравія, 1883) і Касселі (Німеччина, 1883—1885).
У 25-річному віці Малер був запрошений диригентом у Празьку оперу, де з великим успіхом ставив опери Моцарта і Вагнера і виконав Дев'яту симфонію Бетховена. З 1886 по 1888 рік Малер працював помічником головного диригента А. Нікіша в Лейпцизькій опері. Нерозділене кохання, пережите музикантом у цей час, викликало до життя два великі твори — вокально-симфонічний цикл «Lieder eines fahrenden Gesellen» (1883) і Першу симфонію (1888).

### Середній період
Услід за тріумфальним успіхом у Лейпцигу прем'єри закінченої ним опери К. М. Вебера «Три Пінто» (нім. Die drei Pintos), Малер виконав її протягом 1888 року ще кілька разів у театрах Німеччини й Австрії. Ці тріумфи, проте, не вирішили особистих проблем диригента. Після сварки з Никішем він виїхав із Лейпцига і став директором Королівської опери в Будапешті. Тут він провів угорські прем'єри «Золота Рейну» і «Валькірій» Вагнера, поставив одну з перших веристських опер, «Сільську честь» Масканьї. Його інтерпретація «Дон Жуана» Моцарта викликала захоплений відгук Й. Брамса.
У 1891 році Малеру довелося покинути Будапешт, оскільки новий директор Королівського театру не бажав співпрацювати з іноземним диригентом. До того часу Малер вже написав три зошити пісень із фортепіанним акомпанементом; дев'ять пісень на тексти з німецької народної поетичної антології «Чарівний ріг хлопчика» (нім. Des Knaben Wunderhorn) увійшли до однойменного вокального циклу. Наступним місцем служби Малера став Міський оперний театр Гамбурга, де він виконував обов'язки першого диригента (1891—1897). Тепер у його розпорядженні опинився ансамбль першокласних співаків, і він дістав можливість спілкуватися з найбільшими музикантами свого часу. В ролі покровителя Малера виступив Ганс фон Бюлов, який напередодні своєї кончини (1894) передав Малеру керівництво Гамбурзькими абонементними концертами. У гамбурзький період Малер закінчив оркестрову редакцію «Чарівного рогу хлопчика», Другу і Третю симфонії.

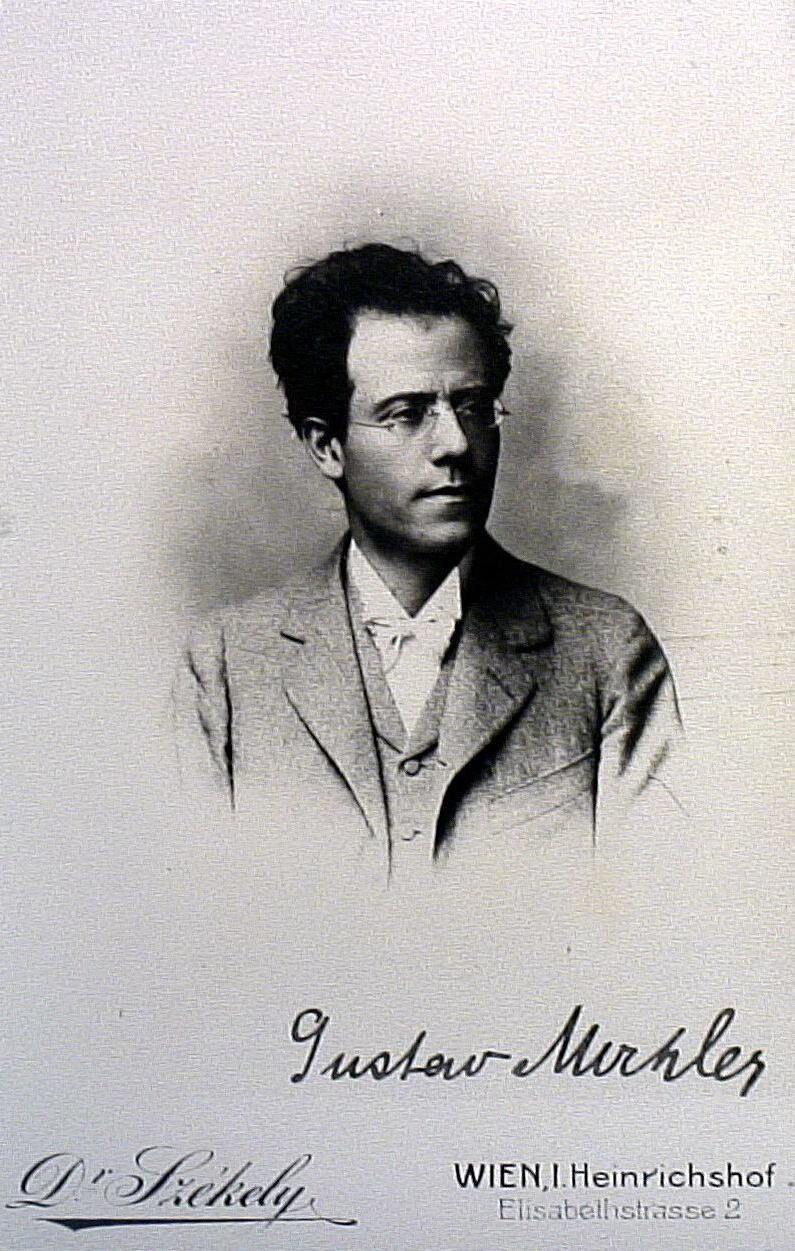
Ґ. Малер, 1885 р.

У Гамбурзі Малер пережив захоплення Ганною фон Мільденбург — співачкою (драматичне сопрано) з Відня; тоді ж зав'язалася його багаторічна дружба зі скрипалькою Наталі Бауер-Лехнер: вони проводили місяці літнього відпочинку разом, і Наталі вела щоденник, одне з найвірогідніших джерел відомостей про життя і хід думок Малера. У 1897 році він прийняв католицизм, однією з причин навернення стало бажання отримати місце директора і диригента Придворної опери у Відні. Десять років, які Малер провів на цій посаді, багато музикознавців вважають золотим періодом Віденської опери: диригент відібрав і виховав ансамбль прекрасних виконавців, віддаючи перевагу при цьому співакам-акторам віртуозам бельканто.

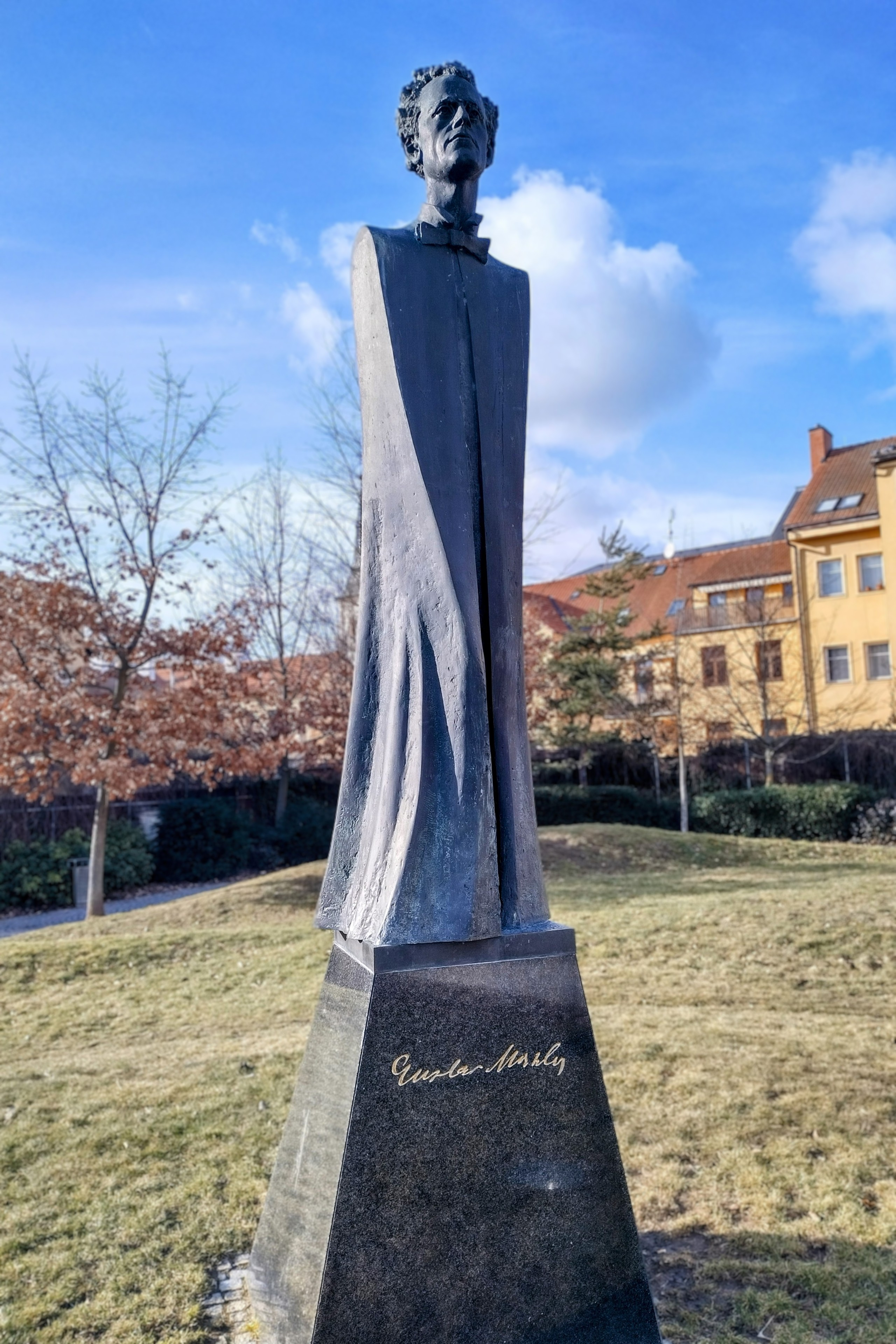
Пам'ятник Густаву Малеру у Їіглаві в однойменному парку

Художній фанатизм Малера, його упертий характер, нехтування деякими виконавськими традиціями, прагнення проводити осмислену репертуарну політику, а також незвичайні темпи, які він вибирав, і жорсткі зауваження, які він робив під час репетицій, створили Малеру чимало ворогів у Відні — місті, де музика розглядалася як предмет скоріше насолоди, ніж жертовного служіння. У 1903 році Малер запросив в театр нового працівника — віденського художника А. Роллера; разом вони створили ряд поставлень, в яких застосували нові стилістичні і технічні прийоми, що сформувались на межі століть в європейському театральному мистецтві. Найбільшими досягненнями на цьому шляху стали «Трістан та Ізольда» (1903), «Фіделіо» (1904), «Золото Рейну» і «Дон Жуан» (1905), а також цикл найкращих опер Моцарта, підготовлений в 1906 році до 150-річчя з дня народження композитора.
У 1901 році Малер одружився з Альмою Шиндлер, дочкою відомого віденського художника-пейзажиста. Альма Малер була на вісімнадцять років молодша за чоловіка, займалася музикою, навіть намагалася писати музику, відчувала себе творчою натурою і зовсім не прагнула старанно виконувати обов'язки господині будинку, матері і дружини, як того хотів Малер. Проте завдяки Альмі розширилося коло спілкування композитора: зокрема, він близько зійшовся з драматургом Г. Гауптманом і композиторами А. Цемлінським і А. Шенбергом. У своєму маленькому «композиторському будиночку», захованому в лісі на березі озера Вертерзе, Малер закінчив Четвертую симфонію і створив ще чотири симфонії, а також другий вокальний цикл на вірші з «Чарівного рогу хлопчика» («Сім пісень останніх років», нім. Sieben Lieder aus letzter Zeit) і трагічний вокальний цикл на вірші Рюккерта «Пісні про померлих дітей» (нім. Kindertotenlieder).
До 1902 року композиторська діяльність Малера отримала широке визнання, багато в чому завдяки підтримці Ріхарда Штрауса, який влаштував перше повне виконання Третьої симфонії, що мало великий успіх. Крім того, Штраус включив Другу і Шосту симфонії, а також малерівські пісні, до програми щорічного фестивалю очолюваного ним загальнонаціонального музичного союзу. Малера стали часто запрошувати диригувати власними творами, і це привело до конфлікту композитора з адміністрацією Віденської опери, що вважала, що Малер нехтує своїми обов'язками художнього керівника.

### Останні роки
Дуже важким видався для Малера 1907 рік. Він пішов з Віденської опери, заявивши, що його діяльність тут не уміють гідно цінувати; його молодша дочка померла від дифтерії, а сам він дізнався, що страждає серйозною хворобою серця. Малер зайняв місце головного диригента нью-йоркської «Метрополітен-опера», але стан здоров'я не дозволив йому зайнятися диригентською діяльністю. У 1908 році в «Метрополітен-опері» з'явився новий менеджер — італійський імпресаріо Дж. Гатті-Касацца, який привіз свого диригента — знаменитого Артуро Тосканіні. Малер прийняв запрошення на посаду головного диригента Нью-йоркського філармонічного оркестру, який в ту пору потребував термінової реорганізації. Завдяки Малеру число концертів незабаром зросло з 18 до 46 (з них 11 — в гастрольних поїздках), в програмах стали з'являтися не тільки відомі шедеври, але і нові твори американських, англійських, французьких, німецьких і слов'янських авторів.
У сезоні 1910/1911 Нью-йоркський філармонічний оркестр дав вже 65 концертів, але Малер, який погано себе почував і втомився від боротьби за художні цінності з керівництвом філармонії, в квітні 1911 року виїхав до Європи. Він затримався в Парижі, щоб пройти курс лікування, потім повернувся до Відня. Помер Малер у Відні 18 травня 1911 року.

## Музика
За життя Малера його музика часто недооцінювалася. Симфонії Малера іменувалися «симфонічними попурі», їх засуджували за стильовий еклектизм, зловживання «ремінісценціями» з інших авторів і цитатами з австрійських народних пісень. Майстерну композиторську техніку Малера не заперечували, але його звинувачували в тому, що незліченними звуковими ефектами і застосуванням грандіозних оркестрових (а іноді і хорових) складів він намагається приховати свою творчу неспроможність. Його твори деколи відштовхували і шокували слухачів напруженістю внутрішніх парадоксів і протиставлень, таких як «трагедія — фарс», «пафос — іронія», «ностальгія — пародія», «витонченість — вульгарність», «полум'яний містицизм — цинізм».
Німецький музичний критик Теодор Адорно першим зумів показати, що різного роду злами, спотворення, відхилення у Малера ніколи не бувають випадковими, навіть якщо вони не підкоряються звичайним законам музичної логіки. Адорно також першим відзначив самобутність загального «тону» музики Малера, який робить її відразу впізнаваною і не схожою на жодну іншу. Він звернув увагу на розповідний характер розвитку в симфоніях Малера, драматургія і розміри яких визначаються частіше ходом певних музичних подій, ніж наперед встановленою схемою.
Серед відкриттів Малера у сфері форми можна згадати майже повне уникнення точної репризи; вживання рафінованих варіаційних форм, в яких загальний малюнок теми зберігається, тоді як змінюється її інтервальний склад; застосування різноманітних і витончених поліфонічних прийомів, що породжує іноді вельми сміливі гармонічні поєднання; у пізніх творах — тенденцію до «тотального тематизму» (пізніше теоретично обґрунтованому Шенбергом), тобто до насичення тематичними елементами не тільки головних, але і побічних голосів. Малер ніколи не претендував на винахід нової музичної мови, проте він створював музику таку складну (яскравий приклад — фінал Шостої симфонії), що в цьому сенсі йому поступаються навіть Шенберг і його школа.
Відомо, що гармонія Малера сама по собі менш хроматична, менш «сучасна», ніж, наприклад, у Ріхарда Штрауса. Квартові послідовності на межі атональності, які відкривають Камерну симфонію Шенберга, мають аналог в малерівській Сьомій симфонії, проте подібні явища для Малера — виняток, а не правило. Його твори насичені поліфонією, що все більш ускладнюється в пізніх опусах, і співзвуччя, поєднання поліфонічних ліній, що утворюються в результаті, можуть здаватися часто випадковими, такими, що не підкоряються законам гармонії.
При цьому малерівська ритміка в основному досить проста, очевидна перевага надається метру і ритму, типовим для маршу і лендлера. Пристрасть композитора до сигналів труб, і взагалі до військово-духової музики, легко пояснюється дитячими спогадами про військові паради в його рідній Їглаві. За словами Малера,

| «процес твору нагадує дитячу гру, в якій з одних і тих же кубиків зводяться щоразу нові споруди. Але самі ці кубики лежать в свідомості з дитинства, бо тільки воно є час збирання і накопичення». |
Оркестрове письмо Малера викликає суперечки. Він ввів в симфонічний оркестр нові інструменти, такі як гітара, мандоліна, челеста, коров'ячий дзвоник. Він застосовував традиційні інструменти в нехарактерних для них регістрах і досягав нових звукових ефектів незвичайними поєднаннями оркестрових голосів. Фактура його музики дуже мінлива, і масивне туті всього оркестру може раптово змінюватися самотнім голосом виконуючого соло інструменту. Характерна також доволі щільна оркестрова фактура.
Хоча впродовж 1930-х і 1940-х років музику композитора пропагували такі диригенти як Б. Вальтер, О. Клемперер і Д. Митропулос, справжнє відкриття Малера почалося тільки в 1960-х роках, коли повні цикли його симфоній були записані Л. Бернстайном, Дж. Шолті, Р. Кубеликом і Б. Гайтинком. До 1970-х років твори Малера увійшли до репертуару і стали виконуватися в усьому світі.

## Список творів

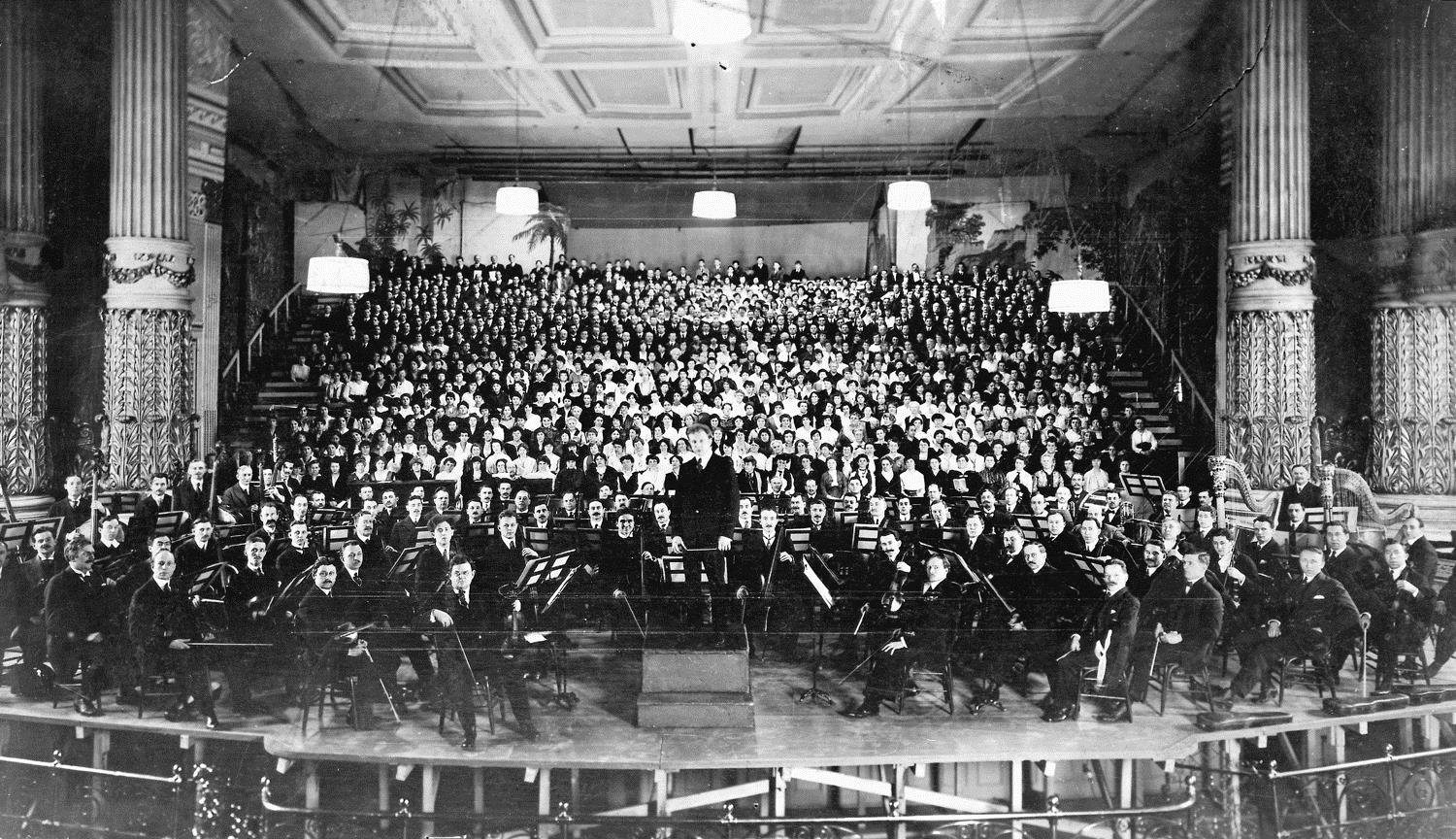
Виконання 8-ї симфонії у Філадельфії

симфонії
- № 1, ре мажор, 1884—88
- № 2, «Воскресіння», до мінор, для сопрано, контральто, мішаного хору й оркестру, 1888—94
- № 3, ре мінор, для контральто, жіночого хору, хору хлопчиків і оркестру, 1895—96
- № 4, соль мажор, для сопрано і оркестру, 1899—1901
- № 5, до-дієз мінор, 1901—02
- № 6, «Трагічна», ля мінор, 1903-04
- № 7, e-moll, 1904—05
- № 8, мі-бемоль мажор, для 3 сопрано, 2 контральто, тенора, баритона, баса, хора хлопчиків, 2 мішаних хорів і оркестру, 1906
- № 9, ре мажор, 1909
- № 10 — фа-дієз мажор, незакінчена.

Для хору з оркестром
- «Жалібна пісня» (нім. Das klagende Lied) для сопрано, альта, тенора, мішаного хора і оркестру, 1878—80, 2-а редакція 1888, остаточна редакція 1898—99)
- «Пісня про Землю» (нім. Das Lied von der Erde) для тенора, контральто або баритона і орк., на тексти китайських поетів 8 ст. н. е., 1907—08)

Вокальні цикли
- 14 пісень і наспівів юнацьких років (нім. Vierzehn Lieder und Gesange. Aus der Jugendzeit), для голосу з фортепіано, слова Р. Леандера, Тірсо де Моліна, нар. тексти з «Чарівного рога хлопчика», 1880—92,
- Пісні мандрівного підмайстра (нім. Lieder eines fahrenden Gesellen), для голосу з оркестром 1883—84,
- 12 пісень з «Чарівного рога хлопчика» (нім. Zwolf Lieder aus «Des Knaben Wunderhorn»), для голосу з оркестром, 1892—1895
- 7 пісень останніх років (нім. Sieben Lieder aus letzter Zeit) для голосу з оркестром, слова з «Чарівного рога хлопчика» і Рюккерта, 1899—1903,
- Пісні про померлих дітей (нім. Kindertotenlieder), для голосу з оркестром, слова Рюккерта, 1901—04.

Інші твори
- Квартет ля-мінор (1876)
- «Humoresken» для оркестру
- Märchenspiel «Rübezahl»